# Sang pour sang (album)
Pour les articles homonymes, voir Sang pour sang.
 (juin 2012).
Si vous disposez d'ouvrages ou d'articles de référence ou si vous connaissez des sites web de qualité traitant du thème abordé ici, merci de compléter l'article en donnant les références utiles à sa vérifiabilité et en les liant à la section « Notes et références ».
Albums de Johnny Hallyday
Ce que je sais
(1998) À la vie, à la mort !
(2002)
Singles
1. Vivre pour le meilleur
Sortie : 26 mai 1999
2. Un jour viendra
Sortie : 24 août 1999
3. Sang pour sang
Sortie : 16 novembre 1999
4. Partie de cartes
Sortie : 21 février 2000
5. Pardon
Sortie : 6 juin 2000
6. Quelques cris
Sortie : 2 octobre 2000

Sang pour sang est le 42e album studio de Johnny Hallyday, il sort le 13 septembre 1999. 
L'album est composé par David Hallyday, également coréalisateur avec Pierre Jaconelli.

## Histoire
Après l'album Ce que je sais et ses trois concerts au Stade de France en septembre 1998, Johnny Hallyday a l'idée de collaborer avec son fils David. Ce dernier a déjà composé pour son père, notamment en 1989, les chansons Mirador et Possible en moto (album Cadillac).
Concernant ce projet, tout démarre, indirectement, avec Françoise Sagan, qui quelques années auparavant, a écrit pour Johnny le texte Quelques cris, le soir même d'une rencontre avec lui. Après l'avoir proposé à différents compositeurs dont les résultats ne le satisfont guère, Johnny confie à David la tâche de le mettre en musique. Ce sera le point de départ de leur collaboration.
Aussi, dans un souci de cohérence, sous l'impulsion de la directrice artistique Caroline Molko, un véritable travail approfondi est effectué afin de développer des textes du même acabit. Sont donc approchés des auteurs issus de milieux différents, parmi ceux-là, Miossec, Vincent Ravalec, Pierre Grillet ou encore Zazie. Lionel Florence, qui par ailleurs a collaboré au dernier disque solo de David, Un paradis / Un enfer, écrit Vivre pour le meilleur. Eric Chemouny signe Sang pour sang, sur le thème de retrouvailles entre un père et son fils. On remarque la signature de Philippe Labro (Pardon) et le retour (après une absence de dix-sept ans - voir l'album Quelque part un aigle), de Michel Mallory,  pour deux chansons.

## Sortie et réception
Dès le jour de sa sortie, l'album se vend à 250 000 exemplaires. Au mois de décembre, soit 3 mois seulement après, Sang pour Sang atteint le million d'exemplaires, (ce qui vaut à Johnny son premier Disque de Diamant) et se classe 2e au classement général des ventes d'albums de l'année 1999. À la fin de l'année 2000, il dépasse la barre des 2 millions d'exemplaires vendus et se retrouve encore numéro 3 des ventes en mars 2001.
Au total l'opus reste classé durant quatre-vingt-dix sept semaines, dont onze en tête des ventes et trente cinq au top 10 et se vend à deux millions d'exemplaires, devenant ainsi la plus grosse vente du chanteur à ce jour.
Double disque de diamant, Sang pour sang est un succès populaire, mais aussi critique, jusqu'aux médias les plus élitistes qui salueront la faculté de Hallyday d'arriver à encore surprendre après 40 ans de carrière[réf. nécessaire].
Sang pour sang obtient en 2000, un M6 Award d'honneur et M6 Award du meilleur artiste masculin de l'année et est élu aux Victoire de la musique album de l'année (succédant à Fantaisie militaire de Alain Bashung).

## Autour de l'album
L'album devait initialement se nommer Tel père, tel fils, le titre Sang pour Sang qui finalement s'impose, a été trouvé par Sylvie Vartan.
Venant confirmer l'accueil du public fait à l'album, six titres, fait rare, sont diffusés en single :
Vivre pour le meilleur sort le 26 mai 1999 et se vend à plus de cinq cent mille exemplaires.
Un jour viendra lui succède à partir du 24 août.
La chanson Sang pour sang sort en single le 16 novembre 1999.
Un quatrième extrait paraît le 21 février 2000, Partie de cartes.
Une cinquième diffusion en single sort le 6 juin avec le titre Pardon.
Un sixième et ultime extrait sort le 2 octobre, Quelques cris (en version studio et live à la Tour Eiffel)
Durant la même période, David Hallyday connaît un succès considérable avec son disque Un Paradis, Un Enfer et son morceau phare Tu ne m'as pas laissé le temps qui sera récompensé d'un disque de Diamant.

## Liste des titres
- Toutes les musiques sont de David Hallyday.

| 1.  | Sang pour sang             | Éric Chemouny   | 4:14 |
| 2.  | Le Poids de mes maux       | Zazie           | 4:53 |
| 3.  | Quelques cris              | Françoise Sagan | 5:23 |
| 4.  | Un jour viendra            | Michel Mallory  | 4:01 |
| 5.  | Notre histoire             | Miossec         | 3:59 |
| 6.  | Les Larmes de gloire       | Vincent Ravalec | 3:31 |
| 7.  | Si tu m'aimais             | Michel Mallory  | 5:24 |
| 8.  | Remise de peine            | Miossec         | 4:22 |
| 9.  | Partie de cartes           | Vincent Ravalec | 4:17 |
| 10. | Pardon                     | Philippe Labro  | 3:57 |
| 11. | Ex                         | Miossec         | 4:48 |
| 12. | Je t'aime comme je respire | Pierre Grillet  | 4:53 |
| 13. | Vivre pour le meilleur     | Lionel Florence | 4:31 |

## Musiciens
- Guitares:  Pierre Jaconelli, Robin Le Mesurier
- Basse  : Mishko
- Batterie  : Abraham Laboriel Junior
- Claviers et programmations: Christophe Voisin
- Rhodes Wurlitzer et B3  : Erick Godal
- Piano:  Alain Lanty
- Percussions: Denis Benarrosch
- Chœurs:  Carole Fredericks, Yvonnes Jones, Maria Popkiewicz, David Hallyday, Zazie
- Orchestres: Nick Ingman, David Saint Clair Withaker, Olivier Schultheis, Hubert Nougis, Yvan Cassar, Pierre Adenot
- Direction artistique: Caroline Molko

## Classements et certifications
| Classement (1999-2002)       | Meilleure position |
| ---------------------------- | ------------------ |
| Belgique (Wallonie Ultratop) | 1                  |
| France (SNEP)                | 1                  |
| Suisse (Schweizer Hitparade) | 47                 |

| Classement (2014-17)                      | Meilleure position |
| ----------------------------------------- | ------------------ |
| Belgique (Wallonie Ultratop 50 Mid Price) | 18                 |
| France (SNEP)                             | 168                |

| Classement (1999)                                | Meilleure position |
| ------------------------------------------------ | ------------------ |
| Belgique (Wallonie Ultratop)                     | 3                  |
| Belgique (Wallonie Ultratop Albums francophones) | 3                  |
| France (SNEP)                                    | 2                  |

### Certifications
| Pays           | Certification | Ventes certifiées |
| -------------- | ------------- | ----------------- |
| Belgique (BEA) | Platine       | 20 000            |
| France (SNEP)  | Diamant       | 1 000 000         |